# Ровењки
Ровењки (укр. Ровеньки) град је Украјини у Луганској области. Према процени из 2012. у граду је живело 48.262 становника.

## Становништво
Према процени, у граду је 2012. живело 48.262 становника.
| 1979.  | 1989.  | 2001.  | 2012.  |
| ------ | ------ | ------ | ------ |
| 61.499 | 67.989 | 53.725 | 48.262 |